# 波蘇索區

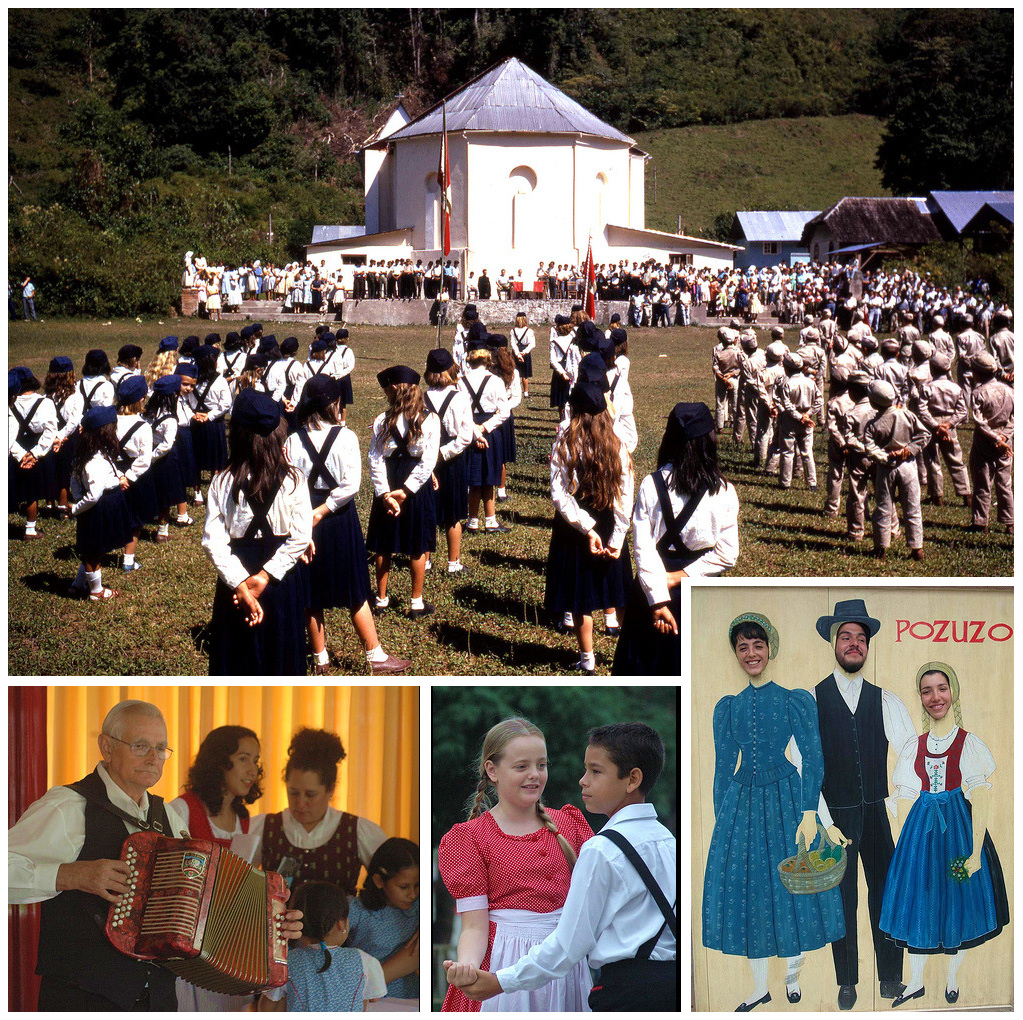

波蘇索區（西班牙語：Distrito de Pozuzo），是秘魯的一個區，位於該國中部帕斯科大區的奧克薩潘帕省，始建於1918年11月29日，面積1,394.4平方公里，海拔高度1,000米，2005年人口7,847，人口密度每平方公里5.6人。